# Phẫu thuật nội soi qua lỗ tự nhiên
Phẫu thuật nội soi qua lỗ tự nhiên (Natural orifice transluminal endoscopic surgery, NOTES) là một kỹ thuật phẫu thuật thực nghiệm các tạng trong ổ bụng mà "không để lại sẹo". Cụ thể, phẫu thuật viên dẫn một chiếc ống nội soi đi qua một lỗ tự nhiên (miệng, niệu đạo, hậu môn, vv...) sau đó nhét ống chui qua vết mổ bên trong dạ dày, âm đạo, bàng quang hoặc đại tràng. Kết quả là không có bất kì vết mổ hoặc sẹo nào thấy được ở phía ngoài.